# Incio
Incio (galicisk: O Incio) er en kommune i det nordvestlige Spanien i provinsen Lugo. Den har et indbyggertal på 1.508 (2024) indbyggere.